# Alte Mordgrube
Die Alte Mordgrube (häufig auch einfach nur Mordgrube) ist ein stillgelegtes Bergwerk südlich von Freiberg in Sachsen. Sie war eine der bedeutendsten Gruben des Freiberger Bergreviers. Die Mordgrube liegt an der Zugspitze, an der Flurgrenze zwischen Zug, Berthelsdorf, Brand und Erbisdorf.

## Geschichte
Die Mordgrube ist seit 1516 belegt. An die Mordgrube knüpft sich die Sage von Tänzern, die, als ein Priester einem Schwerkranken die Letzte Ölung geben wollte, gegenüber diesem Sakrament (bzw. gegenüber Salböl und/oder Hostie) die Ehrerweisung verweigern und dafür in die Tiefe gerissen werden.
Der im 18. Jahrhundert geteufte neue Hauptschacht der Grube wurde zu Ehren des Kunstmeisters Johann Friedrich Mende Mendenschacht genannt. Christian Friedrich Brendel baute 1820–24 die Mordgrübner Wassersäulenmaschine, die in 140 m Teufe eingesetzt wurde. Sie war über Jahrzehnte Lehrbeispiel an der Bergakademie Freiberg und an anderen Hochschulen. Während um 1800 die Alte Mordgrube eine der ärmsten Gruben Freibergs war, war sie dank dieser Lösung 1831 bereits eine der reichsten Gruben. Sie galt als wichtigste Bleierzgrube des Reviers.
In der Mitte des 19. Jahrhunderts wurde die Alte Mordgrube mit der Jungen Mordgrube bei Berthelsdorf zur Mordgrube vereinigt. 1856 konsolidierte die Mordgrube mit Neu Glück und Drei Eichen sowie Vereinigt Feld in der Buschrevier zur Grube Vereinigt Feld bei Brand. Diese wiederum wurde 1886 vom sächsischen Staat aufgekauft und mit den Gruben Beschert Glück hinter den Drei Kreuzen und Junge Hohe Birke an der Münzbachhütte zur Mittelgrube vereinigt. Am 30. Juni 1896 wurde das Mendenschachter Revier der Mittelgrube durch die Oberdirektion der königlichen Erzbergwerke stillgelegt.
Danach wurde im Bereich der Aufbereitung ein neues Werk der Freiberger Lederfabrik Moritz Stecher errichtet. Das Werk nutzte zudem einen Teil der Tagesgebäude für Wohnzwecke. Vor dem Huthaus der Grube erinnert ein Denkmal an die im Ersten Weltkrieg gefallenen Gerbereiarbeiter der Fabrik.
Im umgebauten Schachthaus des Mendenschachtes eröffnete 1906 das Ausflugslokal Zur Zugspitze, das 1997 schloss. Die auf der Schachthalde befindlichen Gebäude aus dem 19. Jahrhundert wurden zwischen 2003 und 2005 saniert und werden heute weitgehend zu Wohnzwecken genutzt. Im Rahmen der Sanierung wurde auch die Gaststätte wiedereröffnet. 
Seit 2019 gehört die gesamte Anlage zum UNESCO-Welterbe Montanregion Erzgebirge. Auf dem Areal befinden sich an den Gebäuden entsprechende Hinweis- und Informationstafeln. 
Im Jahre 2020 wurde das Gesamtareal an einen Investor verkauft, der das umgebaute Kessel-, Maschinen- und Schachthaus aufwändig sanieren und umbauen lässt. Zukünftig wird das Gebäude als gehobene Gaststätte und kleiner Hotelbetrieb genutzt.
Der Komplex des Mendenschachtes der Alten Mordgrube stellt einen der bedeutendsten bergmännischen Denkmalkomplexe im Brand-Erbisdorfer Bergbaugebiet dar. Die Tagesgebäude blieben äußerlich bis heute weitgehend authentisch erhalten. Unter Tage blieben Abbaue, Auffahrungen und Maschinenräume erhalten. Allerdings ist das wichtigste technische Denkmal, die 1820–24 erbaute Mordgrübner Wassersäulenmaschine, derzeit für die Öffentlichkeit nicht zugänglich.

## Galerie

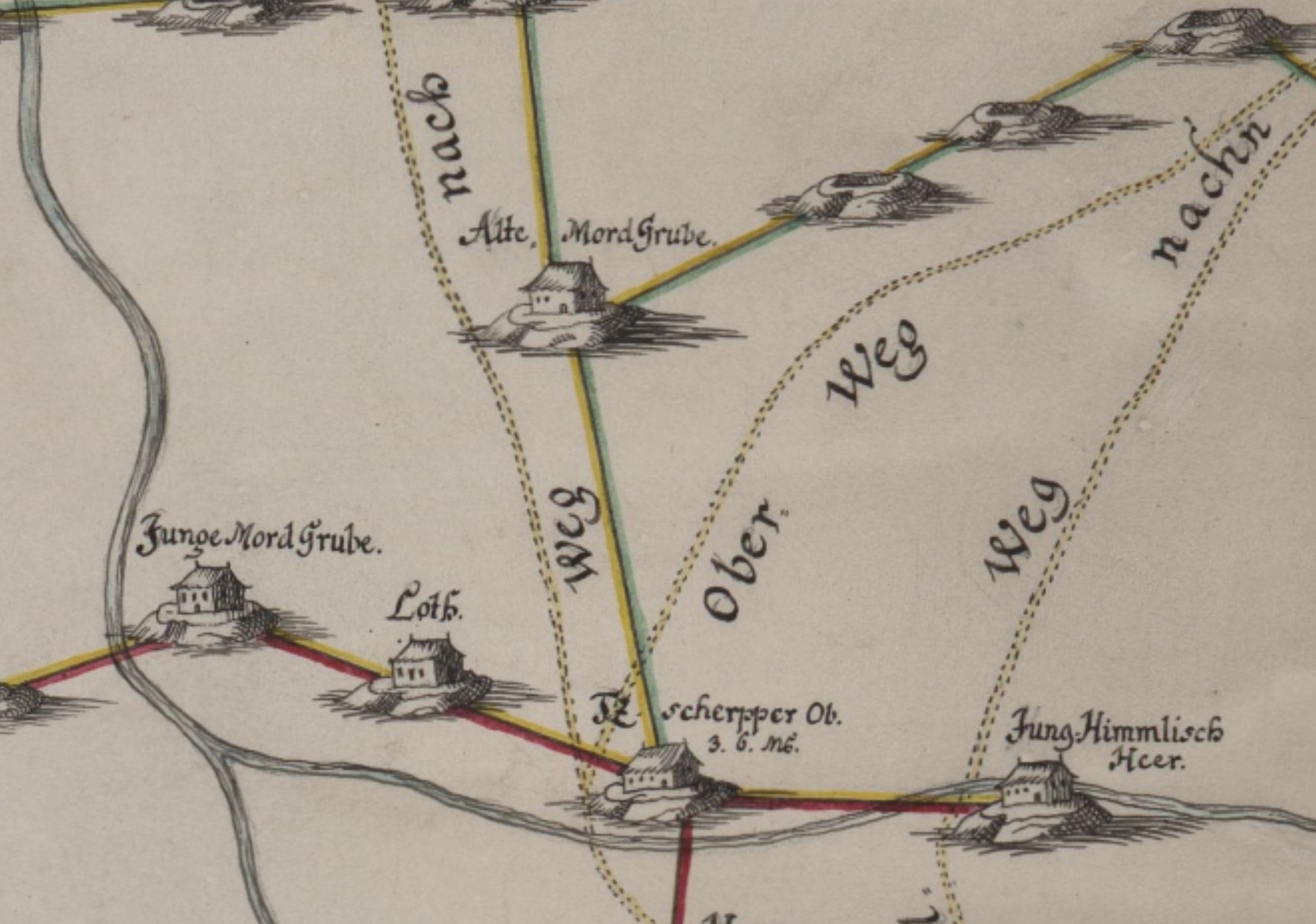
Darstellung der Alten Mordgrube (1745)
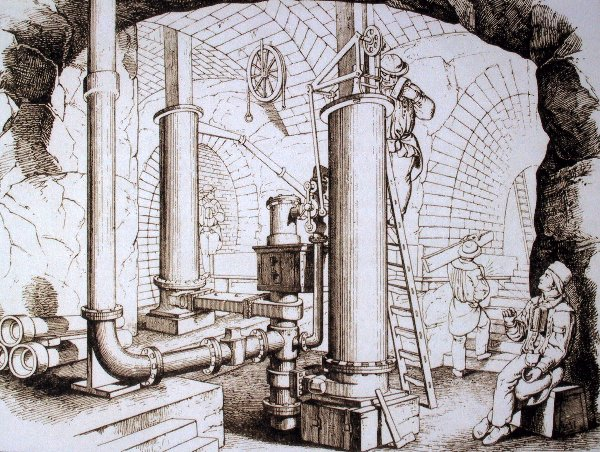
Wassersäulenmaschine im Menden-Schacht der Alten Mordgrube (Zeichnung von Eduard Heuchler 1857)
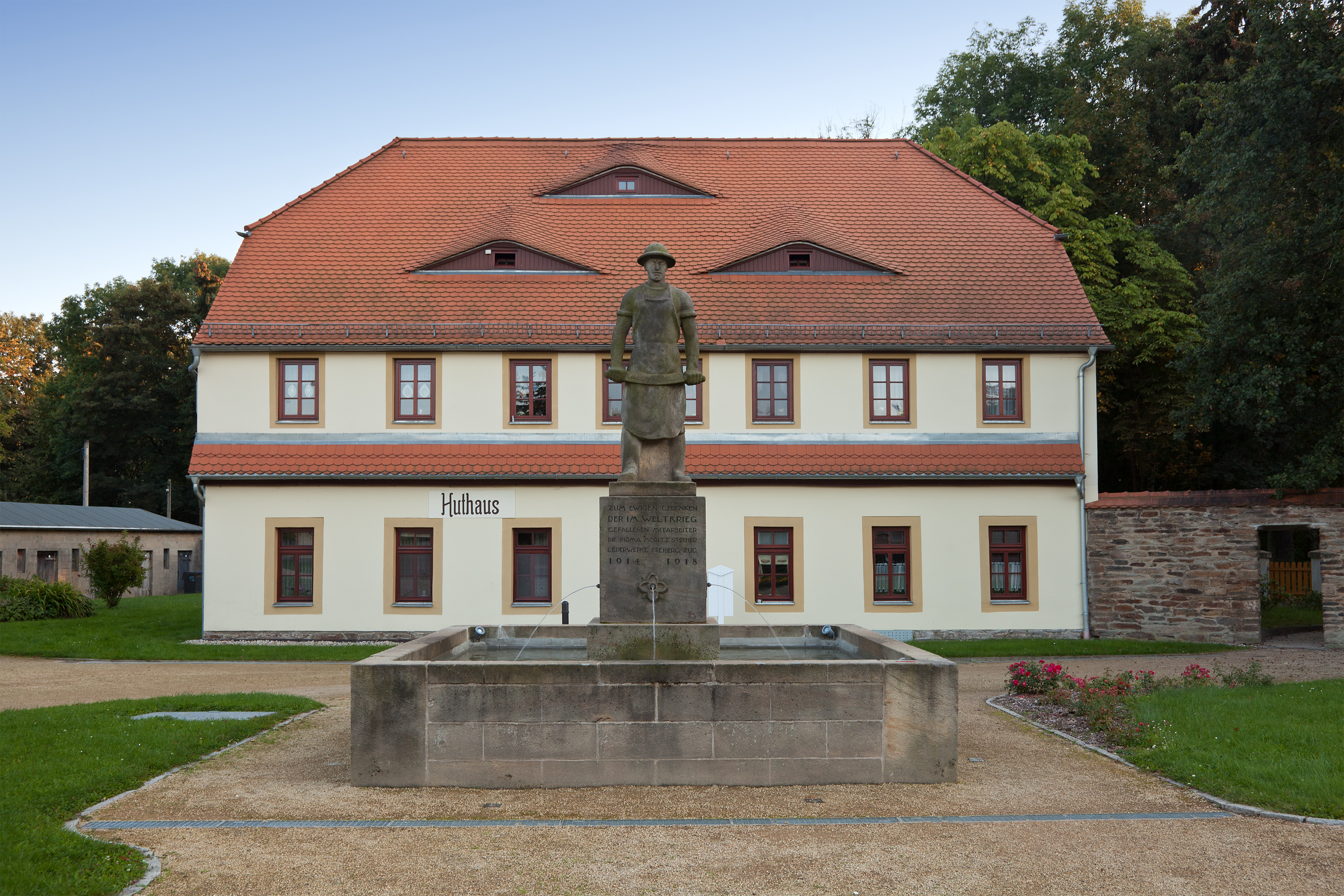
Blick auf das Huthaus (erbaut um 1820) und das Denkmal für die im Ersten Weltkrieg gefallenen Gerbereiarbeiter der Lederfabrik Stecher
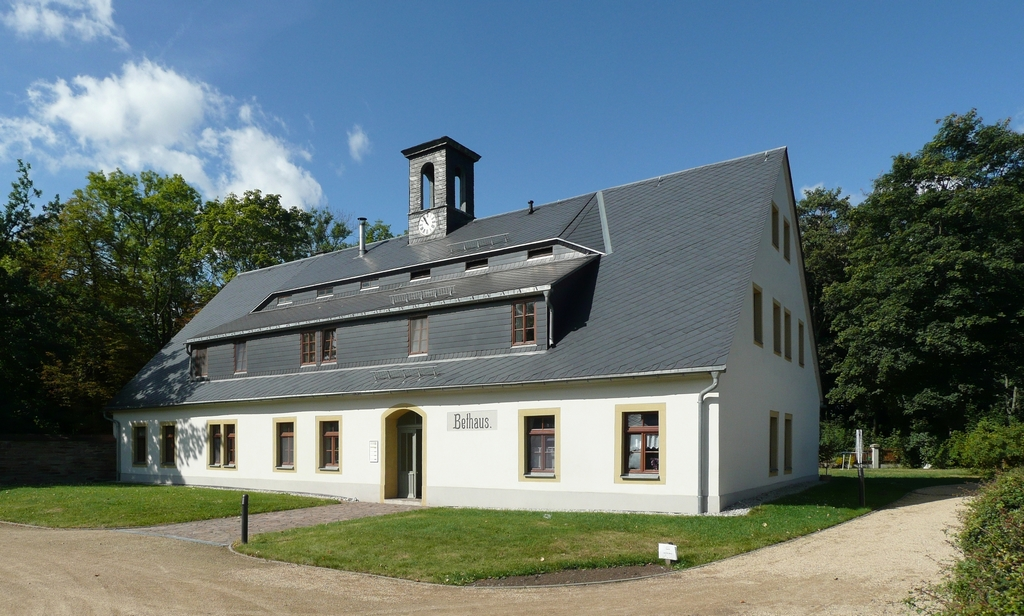
Bethaus (erbaut 1853 als Material- und Zimmerhaus)
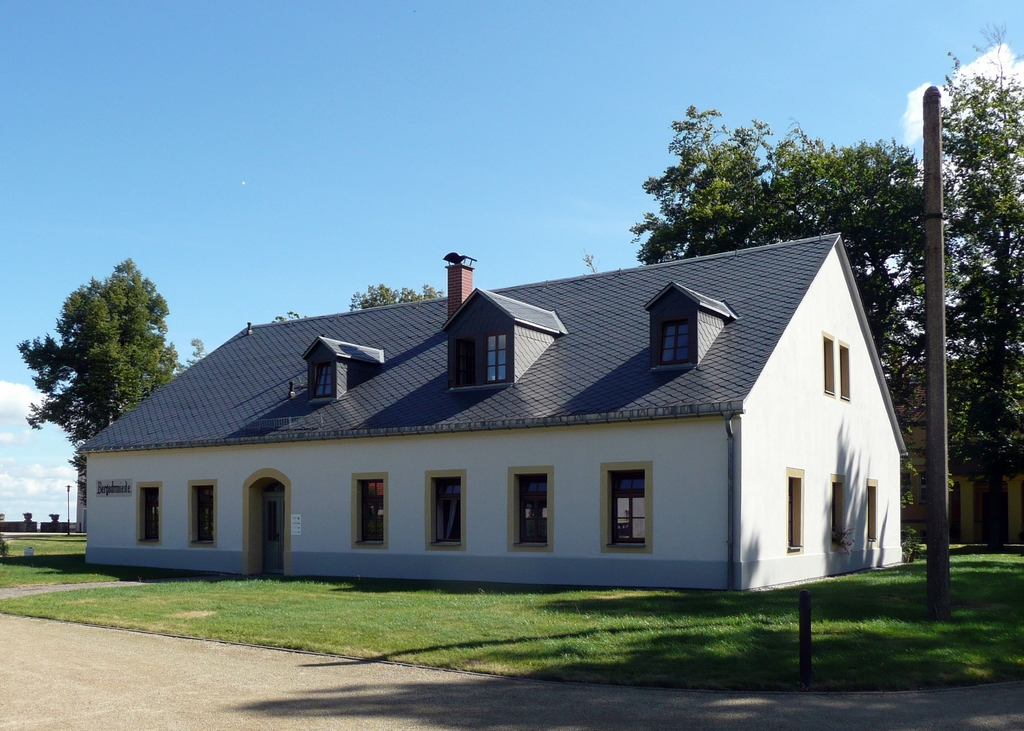
Blick auf die Bergschmiede (erbaut 1856)

## Belege
1. ↑  Pläne für die Zugspitze: Vom Biergarten bis zur Hochzeitssuite. In: Freie Presse. Abgerufen am 2. August 2023.